# روث ماكديفيت
روث ماكديفيت (بالإنجليزية: Ruth McDevitt)‏ هي ممثلة أمريكية، ولدت في 13 سبتمبر 1895 بكولدووتر في الولايات المتحدة، وتوفيت في 27 مايو 1976 بهوليوود في الولايات المتحدة.

## أعمال

### أفلام
- (1963) الطيور

## وصلات خارجية
- روث ماكديفيت على موقع IMDb (الإنجليزية)
- روث ماكديفيت على موقع ألو سيني (الفرنسية)
- روث ماكديفيت على موقع أول موفي (الإنجليزية)
- روث ماكديفيت على موقع قاعدة بيانات برودواي على الإنترنت (الإنجليزية)
- روث ماكديفيت على موقع قاعدة بيانات برودواي على الإنترنت (الإنجليزية)
- روث ماكديفيت على موقع قاعدة بيانات الأفلام السويدية (السويدية)
- روث ماكديفيت على موقع إن إن دي بي (الإنجليزية)
- روث ماكديفيت على موقع قاعدة بيانات الفيلم (الإنجليزية)
- روث ماكديفيت على موقع كينوبويسك (الروسية)